# Všerubská vrchovina
Všerubská vrchovina (německy Cham-Further Senke) je geomorfologický celek a členitá vrchovina na česko-německé státní hranici - zasahuje tak do jihozápadních Čech a do východního Bavorska.

## Vymezení
Pohoří od sebe odděluje Český les a Šumavu. Je protažené ve směru V-Z. Na západě sousedí s Bodenwöhrer Bucht a na východě se
Švihovskou vrchovinou. Střední nadmořská výška Všerubské vrchoviny je 517 m. Nejvyšším kopcem je Kameňák (751 m).

## Geologie
Všerubská vrchovina je tvořená domažlickým krystalinikem, jež obsahuje středně metamorfované horniny barrandienského proterozoika (svory, ruly) prostoupené bazickými intruzemi (amfibolity, diority, gabra a žuly kdyňského a babylonského masivu). Na vzhledu pohoří (kerná a klenbová vrchovina) se výrazně podílely neotektonické procesy – došlo k vyklenutí a vzniku hrástí a výrazných vypuklých tvarů (kuželovité suky, krátké strukturní hřbety směru SZ–JV).